# Papiro

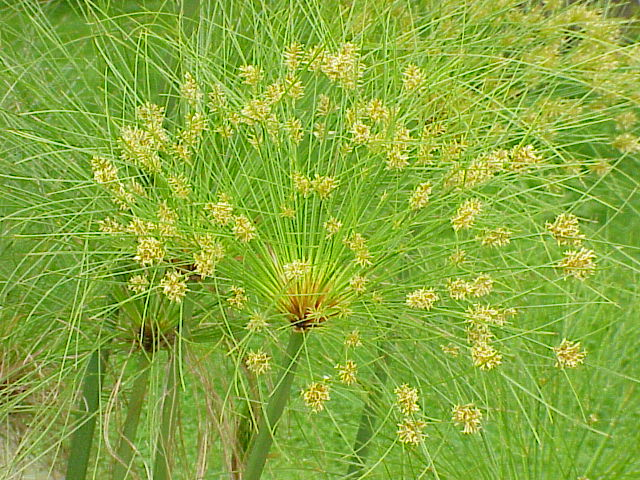
Cyperus papyrus.

Papiro es el nombre que recibe el soporte de escritura elaborado a partir de Cyperus papyrus, una hierba palustre acuática de la familia de las ciperáceas muy común en el río Nilo en Egipto y en algunos lugares de la cuenca mediterránea. Además de material de escritura, los antiguos egipcios empleaban el papiro en la construcción de otros artefactos, como barcos de juncos, esteras, cuerdas, sandalias, y canastas.

## Etimología
La palabra papiro proviene del término griego πάπυρος papiros, que en latín es papyrus (el plural es papyri), utilizado por los egipcios antiguamente. Está tomada del antiguo término egipcio, que significa 'flor del rey', pues su elaboración era monopolio real. También es el origen de la palabra papel

## Historia

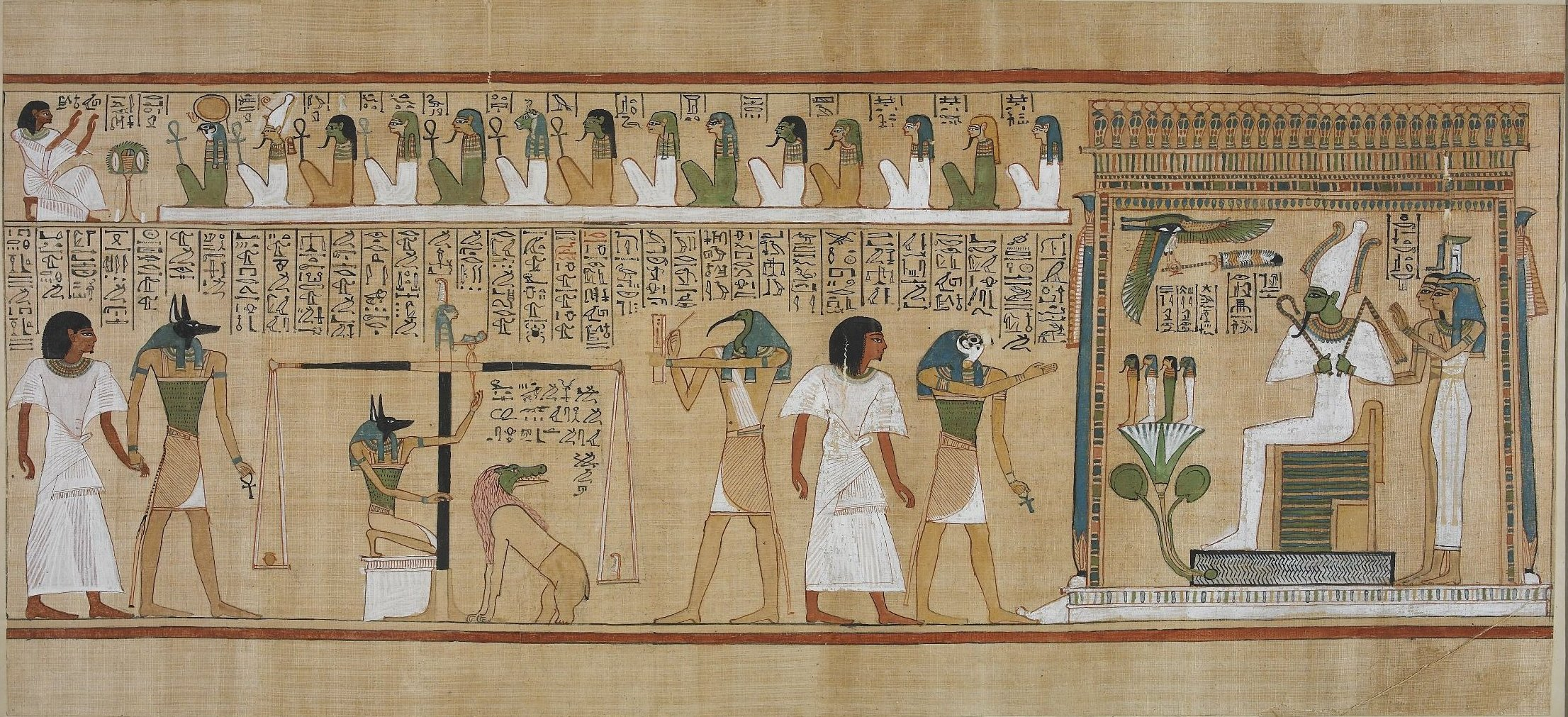
Una sección del Libro de los Muertos egipcio escrito en papiro

El papiro se fabricó por primera vez en Egipto ya en el cuarto milenio A.C. La evidencia arqueológica más antigua de papiro fue excavada en 2012 y 2013 en Wadi al-Jarf, un puerto del antiguo Egipto ubicado en la costa del Mar Rojo. Estos documentos, el Diario de Merer, datan de c. 2560-2550 a. C. (final del reinado de Khufu). Los rollos de papiro describen los últimos años de construcción de la Gran Pirámide de Guiza. En los primeros siglos antes y después de Cristo, los rollos de papiro ganaron un rival como superficie de escritura en forma de pergamino, que se preparaba con pieles de animales. Se doblaron hojas de pergamino para formar cuadernos a partir de los cuales se formaron códices en forma de libro. Los escritores cristianos primitivos pronto adoptaron la forma de códice, y en el mundo grecorromano, se hizo común cortar hojas de rollos de papiro para formar códices.

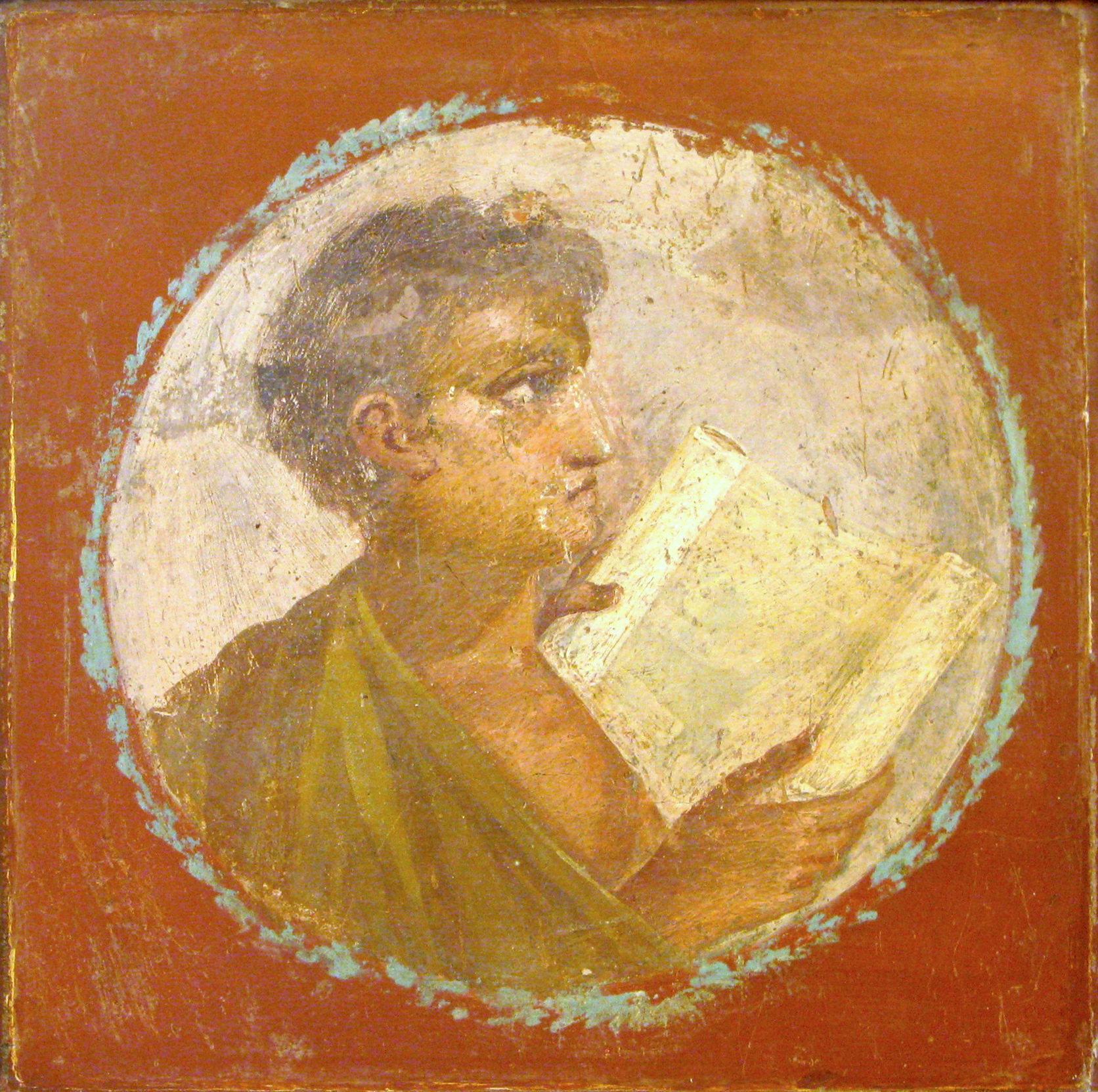
Fresco de retrato romano de un joven con un papiro de pergamino, de Herculano,

Los códices fueron una mejora con respecto al rollo de papiro, ya que el papiro no era lo suficientemente flexible como para doblarse sin agrietarse y se requería un rollo largo, para crear textos de gran volumen. El papiro tenía la ventaja de ser relativamente barato y fácil de producir, pero era frágil y susceptible tanto a la humedad como a la sequedad excesiva. A menos que el papiro fuera de perfecta calidad, la superficie de escritura era irregular y la gama de medios que se podían utilizar también era limitada.
El papiro fue reemplazado en Europa por pergamino y vitela, productos más baratos producidos localmente, de durabilidad significativamente mayor en climas húmedos, aunque se cuestiona la conexión de Henri Pirenne de su desaparición con la conquista musulmana de Egipto entre 639 y 646. Su última aparición en la cancillería merovingia es con un documento de 692, aunque se conoció en la Galia hasta mediados del siglo siguiente. Las últimas fechas determinadas para el uso del papiro son 1057 para un decreto papal (típicamente conservador, todas las bulas papales estaban en papiro hasta 1022), bajo el Papa Víctor II, y 1087 para un documento árabe. Su uso en Egipto continuó hasta que fue reemplazado por el papel menos costoso introducido por el mundo islámico que originalmente lo aprendieron de los chinos. En el siglo XII, el pergamino y el papel estaban en uso en el Imperio bizantino, pero el papiro seguía siendo una opción.
El papiro se fabricaba en varias calidades y precios. Plinio el Viejo e Isidoro de Sevilla describieron seis variaciones de papiro que se vendían en el mercado romano de la época. Estos fueron clasificados por calidad en función de cuán fina, firme, blanca y suave era la superficie de escritura. Los grados iban desde el superfino augustico, que se producía en hojas de 13 dígitos (25 cm) de ancho, hasta el menos costoso y más grueso, que medía seis dígitos (15 cm) de ancho. Los materiales considerados inutilizables para escribir o con menos de seis dígitos se consideraron de calidad comercial y se pegaron de borde a borde para usarse solo para envolver.
Hasta mediados del siglo XIX sólo se conocían algunos documentos aislados escritos en papiro, y los museos los exhibían simplemente como curiosidades. No contenían obras literarias. El primer descubrimiento moderno de rollos de papiro se hizo en Herculano en 1752. Hasta entonces, los únicos papiros conocidos habían sido algunos supervivientes de la época medieval. Las investigaciones académicas comenzaron con el historiador neerlandés Caspar Jacob Christiaan Reuvens (1793–1835). Escribió sobre el contenido del Papiro de Leyden, publicado en 1830. La primera publicación ha sido acreditada al erudito británico Charles Wycliffe Goodwin (1817–1878), quien publicó para la Sociedad de antigüedades de Cambridge, uno de los Papiros mágicos griegos V, traducido al inglés con comentarios en 1853.

## La planta

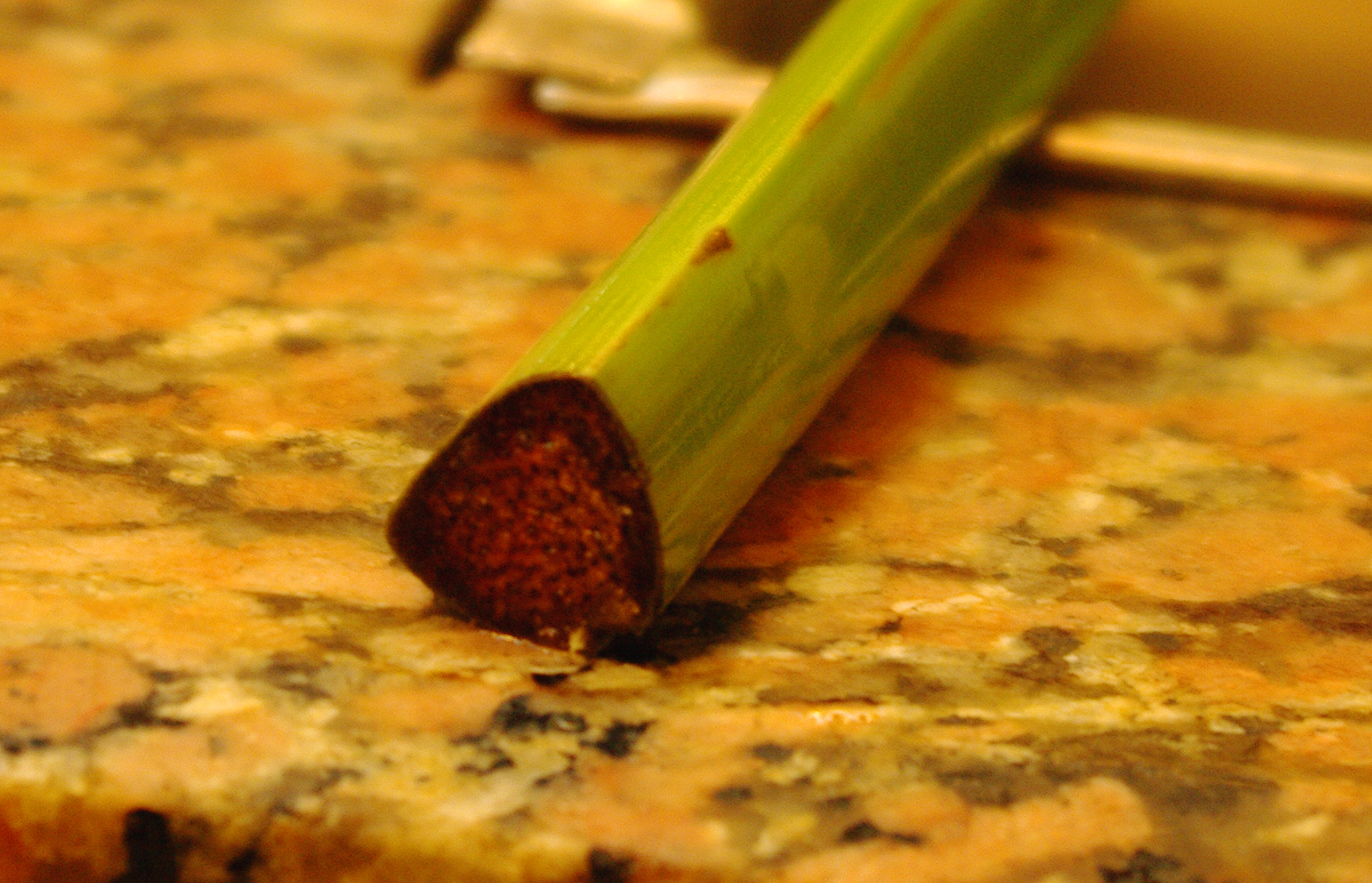
Corte de un tallo de papiro

Pertenece como la chufa a la familia Cyperaceae. Algunas partes de la planta son comestibles y a partir de los tallos se pueden hacer barcas. Actualmente también es una planta ornamental (paraguas)
Es una planta acuática robusta que puede alcanzar 5 m de altura. Tiene los tallos triangulares que salen de un rizoma leñoso. Cada tallo termina en un grupo denso de tallos de 10 a 30 de largo de aspecto plomizo cuando la planta es joven. Florece a finales de verano. Las flores son verde-marronesas en grupos que aparecen al final de los pequeños tallos y dan lugar a frutos en núculas que se diseminan por el agua. Las hojas sólo aparecen en los rizomas.
La planta del papiro se encuentra en los cursos de agua tropicales y subtropicales. En el río Nilo actualmente está en peligro de extinción y antiguamente se había cultivado. También aparece en el río Níger y Éufrates así como en el Delta del Okavango. Es sensible a las heladas.

## El papiro como soporte de escritura

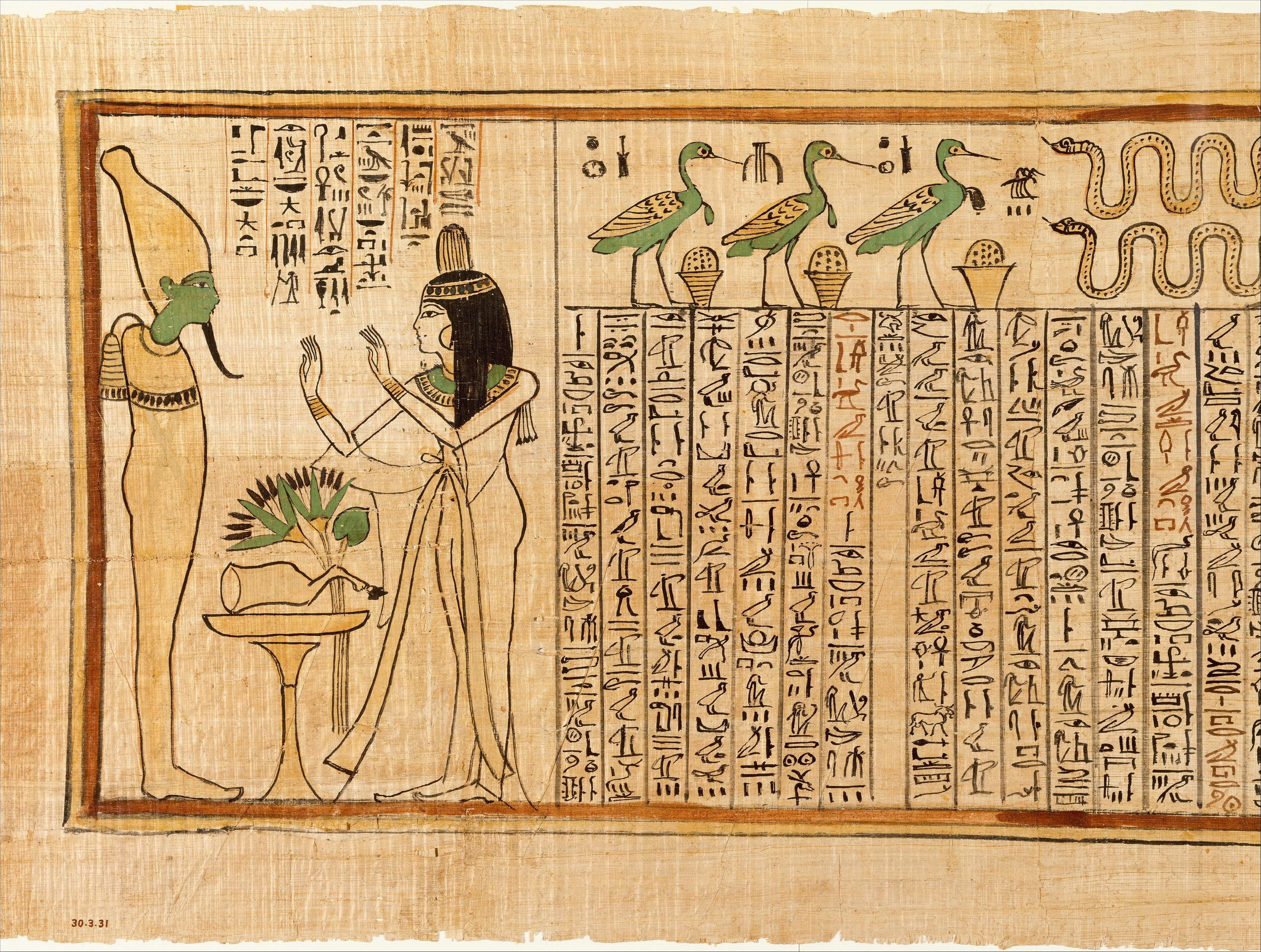
Papiro con textos jeroglíficos. Alrededor del 1050a.C.

Fue profusamente empleado para la fabricación de diversos objetos de uso cotidiano, y su principal utilización fue la elaboración del soporte de los manuscritos de la antigüedad denominado papiro, precedente del papel moderno. El fragmento más antiguo de papiro se descubrió en la tumba de Hemaka, chaty del faraón Den, en la necrópolis de Saqqara, aunque no han perdurado los posibles signos jeroglíficos escritos en él.
Su elaboración era monopolio real y fue muy apreciado por su gran utilidad, entre los pueblos de la cuenca oriental del Mediterráneo. Se exportó durante siglos en rollos de alto valor, como se describe en el relato del viaje de Unamón.
El uso del papiro no comenzó a ser universal hasta la época de Alejandro Magno (siglo IV a. C.). Su uso decayó al declinar la antigua cultura egipcia, y fue sustituido como soporte de escritura por el pergamino. Disminuyó en el transcurso del siglo V y desapareció del todo en Occidente en el siglo XI debido a que las rutas comerciales del Mediterráneo quedaron cortadas ante el avance de los árabes.  La mayoría de las grandes bibliotecas de Europa poseen manuscritos en papiro.

### Elaboración del papel papiro

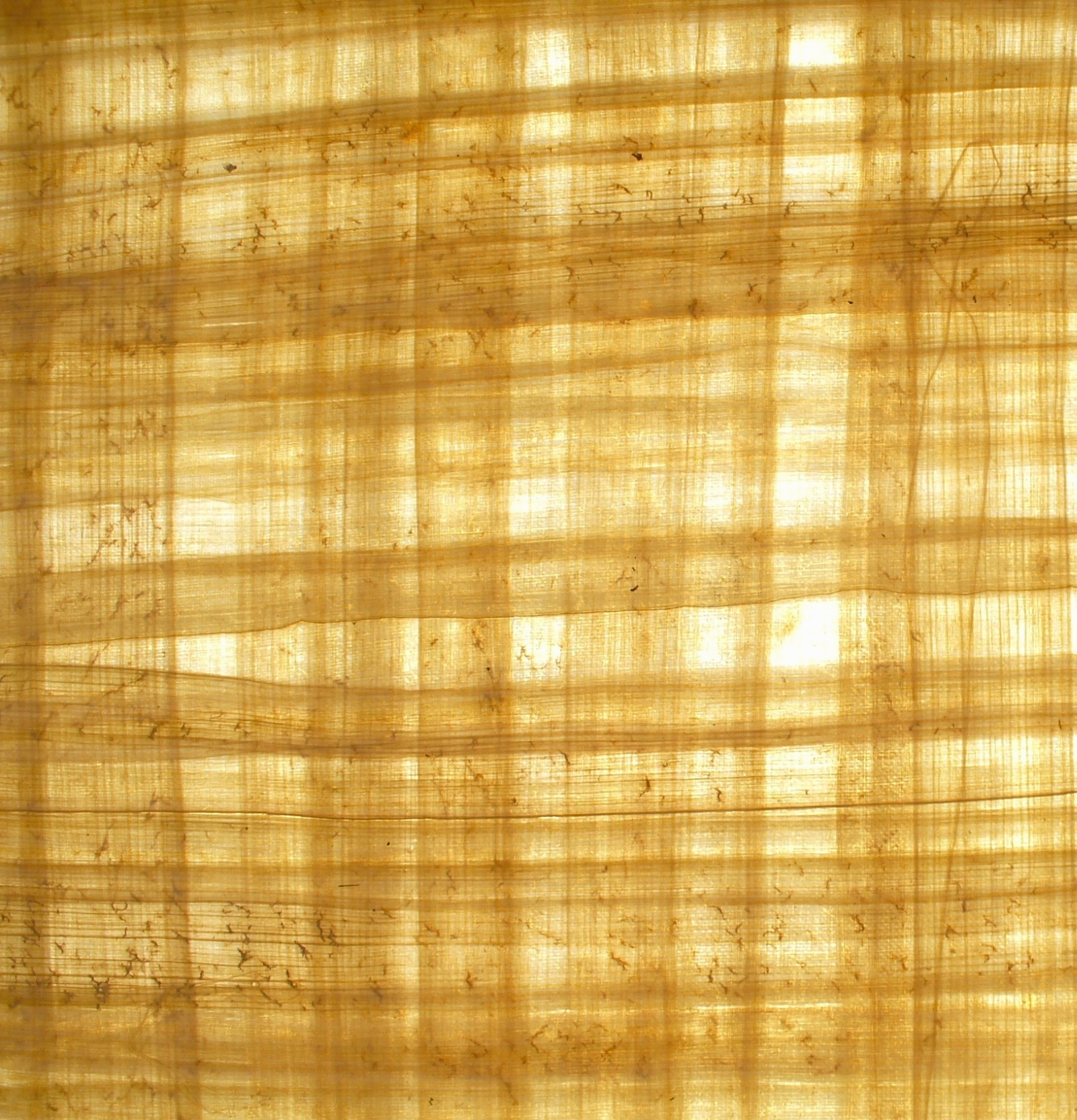
Detalle de láminas de papiro dispuestas horizontal y verticalmente.

Primero, el tallo de la planta de papiro se mantenía en remojo entre una y dos semanas; después se cortaba en finas tiras llamadas phyliae y se prensaban con un rodillo, para eliminar parte de la savia y otras sustancias líquidas; luego se disponían las láminas horizontal y verticalmente, y se volvía a prensar, para que la savia actuase como adhesivo; se terminaba frotando suavemente con una concha o una pieza de marfil, durante varios días, quedando dispuesto para su uso.
La unidad de medida del papiro era la plagula (hoja). Se solían fabricar rollos de papiro de unas veinte plagulas que se pegaban entre sí, con un tamaño medio total de cinco metros. El mayor papiro encontrado es el Papiro Harris I que mide más de 41 metros.
Textos
Las inscripciones se realizaban en la cara del papiro que tenía dispuestas las tiras horizontalmente: el anverso. En la otra cara (el reverso) raramente se escribía (en este caso se denominan opistógrafos) aunque, por ser muy caro, si lo que estaba escrito perdía interés, era borrado y vuelto a utilizar (ver palimpsesto). Fundamentalmente por esta razón, para los escritos de menor importancia, se utilizaba en su lugar los ostraca.
Uso
El volumen se guardaba en un estuche de pergamino teñido a veces de rojo con el jugo del arándano (Vaccinium). Un trozo de pergamino (titulus, index) se unía al rollo y llevaba escrito en ocasiones con tinta roja, el título de la obra. El lector sujetaba el volumen con su mano derecha, y lo iba desenvolviendo con la izquierda; esta misma le servía para enrollar la parte del libro ya leído; de aquí las expresiones evolvere, explicare, ad umbilicum pervenire, para significar que se había llegado hasta el final del texto.

## Simbolismo
Es el papiro sagrado, utilizado para elaborar las barcas de dioses del Antiguo Egipto. La planta también tenía una función religiosa surgida en épocas antiguas: nacida en el sagrado Nilo, se representaba en los templos y era portada en las procesiones, donde simbolizaba el renacimiento y la regeneración del Mundo. Planta específica del Delta del Nilo, esta era el emblema del Bajo Egipto y representaba a la diosa Uadyet (uady: jeroglífico del papiro, significando también el verde de malaquita, y "la prosperidad"). La planta de papiro fue representada desde la época predinástica como símbolo del Bajo Egipto; figura en la maza votiva de Horus Escorpión.

## Otros usos del papiro

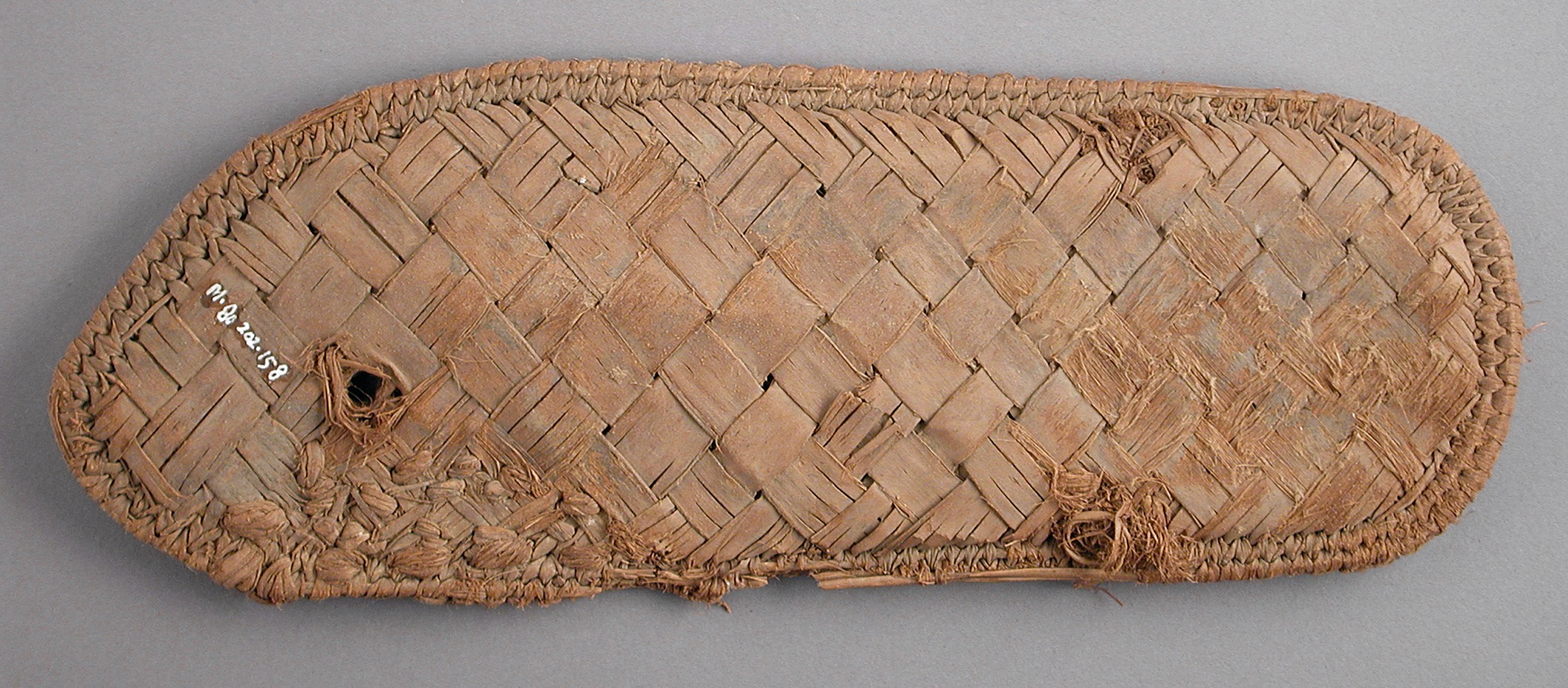
Sandalias elaboradas con papiro ca. 1569-1081 a. C.

El soporte de escritura no era el único producto elaborado en el Antiguo Egipto a partir de esta planta, muy común en épocas antiguas, también se podían fabricar objetos de cestería, sandalias, calzones, cuerdas, e incluso embarcaciones. Se consumía su raíz y a veces el interior del tallo. También se decía que tenía cualidades curativas. En la actualidad la planta, casi desaparecida en Egipto, se utiliza para elaborar objetos turísticos.

## Clasificación de los papiros

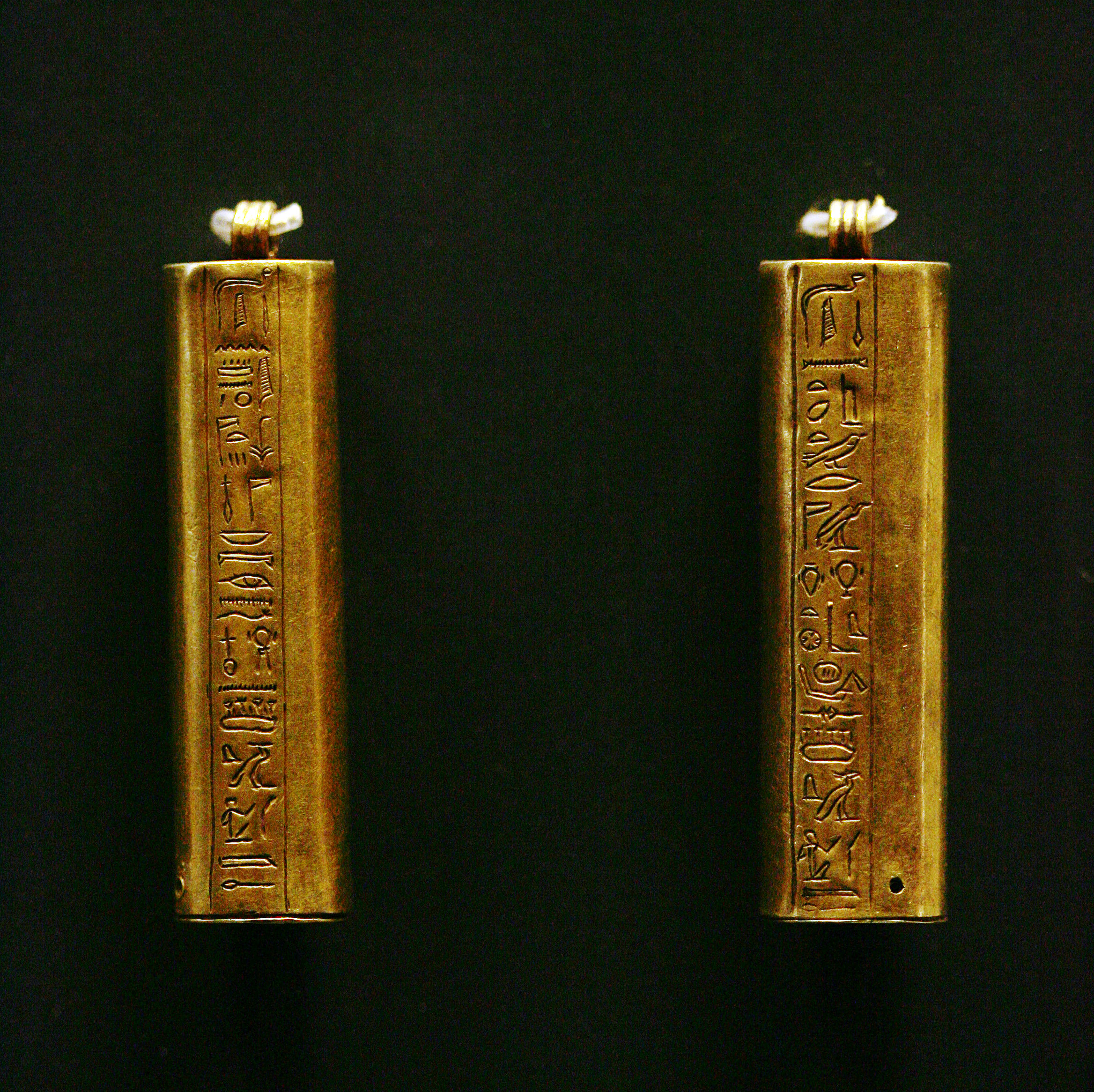
Estuches cilíndricos de metal utilizados para conservar rollos de papiro. Museo del Louvre.

Según Plinio el Viejo, se clasificaban por su calidad en ocho clases:
1. Emporíticos: los de inferior calidad, utilizados como papel de envolver.
2. Taeneóticos: los de mala calidad.
3. Saíticos: los de baja calidad, elaborados con materiales sobrantes.
4. Anfiteátricos: los de media calidad.
5. Fanianos: los de buena calidad.
6. Livios: los de muy buena calidad.
7. Augusticos: los de alta calidad.
8. Hieráticos o regios: los de más alta calidad, sólo utilizados para textos sagrados.

Algunos de estos nombres proceden de diversos motivos:
- Del lugar en que se fabricaba, como papel saítico, de la ciudad de Sais.
- Del nombre de la fábrica como anfiteátrico, del anfiteatro de Alejandría.
- Del dueño de la fábrica, como janniano de Jannio Palemón.
- Del personaje a quien se hallaba dedicado, como Augusto, Liviano, Claudio, por estarlo a los emperadores y emperatrices de este nombre.
- De su destino, como hierático, por estar destinado a usos sagrados.
- Del grupo principal que lo usara, como emporético o empórico, que era más grosero y servía para envolver mercancías.
- De otras circunstancias, como el llamado charta dentada, por ser bruñido con dientes de animales, principalmente, del jabalí.[20]

Debido al gran número de papiros encontrados, se utilizan diversos y dispares esquemas de clasificación para poder identificarlos, así:
- Por la persona o fundación que poseía el manuscrito: Papiro Westcar, Papiros Bodmer 14 y 15 conocidos como P75
- Por el lugar de origen: Oxyrhynchus Papyri
- Por el sitio donde se conserva: Canon de Turín, Papiro Rylands P52

A los papiros se les asigna además un número, para facilitar su identificación en las labores de clasificación.

## El papiro y la Biblia
Referencias de la planta y sus usos
Moisés describe en el libro de Éxodo 2:3 la manera en que su madre lo protegió y dio lugar al encuentro casual con la hija del Faraón.

Cuando ya no pudo ocultarlo, entonces tomó para él un arca de papiro y le dio una mano de betún y pez, y puso en ella al niño, y la puso entre las cañas, junto a la margen del río Nilo.

Por otra parte, el libro de Job, hace referencia a la planta del papiro cuando Bildad —uno de los tres amigos de Job— le pregunta: “¿Crecerá y se hará alto el papiro sin un lugar pantanoso?”. (Job 8:11)
En Isaías 18:2 se dice que se hicieron de papiro embarcaciones de mayor tamaño para viajar distancias más largas.

Es el que despacha enviados mediante el mar, y mediante embarcaciones de papiro sobre la superficie de las aguas, [diciendo:] “Vayan, mensajeros veloces, a una nación de alta talla y bruñida, a un pueblo que en todas partes es inspirador de temor, a una nación de resistencia a la tensión y de pisoteo, cuya tierra han arrollado los ríos”.

Utilización como material de escritura
La obra Perspicacia para comprender las escrituras dice que [en el tiempo en el que se escribió la Biblia] las hojas podían pegarse por los extremos para formar un rollo, que solía constar de unas veinte hojas. También podían doblarse en forma de hojas para formar el códice, semejante a un libro, que se popularizó entre los primeros cristianos. Un rollo medía como promedio de 4 a 6 m de largo, aunque se conserva un ejemplar de 40,5 m. En un principio, la palabra griega bí‧blos designaba la médula blanda de la planta del papiro, pero más tarde se utilizó para denominar el libro en sí. (Mt 1:1; Mr 12:26.) El diminutivo bi‧blí‧on tiene como plural la palabra bi‧blí‧a, cuyo significado literal es «libritos», de la que se deriva la palabra «Biblia». (2Ti 4:13, Int.) Biblos era una ciudad fenicia que debió su nombre a que fue un importante centro de la industria del papiro.
Los rollos de papiro se utilizaron de manera habitual hasta comienzos del siglo II, cuando el códice de papiro empezó a reemplazarlos. Más tarde, en el siglo IV, la popularidad del papiro empezó a disminuir y fue reemplazado por un material de escribir mucho más duradero: la vitela.
El papiro tenía una desventaja importante como material de escritura: no era muy duradero. Se deterioraba en un ambiente húmedo y se volvía muy quebradizo cuando se almacenaba en un ambiente demasiado seco. Hasta el siglo XVIII se supuso que todos los antiguos manuscritos bíblicos escritos en papiro habían desaparecido. Sin embargo, a finales del siglo XIX se descubrió un buen número de papiros bíblicos tanto en Egipto como alrededor del mar Muerto, lugares con un clima moderadamente seco, muy necesario para la conservación de los papiros. Algunos de los papiros bíblicos hallados en estos lugares datan hasta del siglo II o I a. C.
A muchos de estos manuscritos en papiro se les denomina «papiros», como el Papiro de Nash, del siglo I o II a. C.; el Papiro Rylands III, 458 (siglo II a. C.), y el Papiro de Chester Beatty núm. 1 (siglo III).